# Pośnieżkowate
Pośnieżkowate (Boreidae) – rodzina małych owadów z rzędu wojsiłek (Mecoptera) obejmująca 23 gatunki o zasięgu holarktycznym.
Są to ciemno ubarwione owady o długości 2–7 mm, głowie wydłużonej w kształcie ryjka, dużych oczach i szeroko rozstawionych przyoczkach. Samice pośnieżek są większe od samców.
Żyją w leśnych mchach i nimi się żywią. Nazwa rodziny nawiązuje do ich zimowej aktywności – owady te są aktywne przez cały rok, latem mniej, natomiast zimą, zwłaszcza podczas odwilży, spotyka się je skaczące po śniegu.
Wyróżniono trzy rodzaje:
- Boreus
- Caurinus
- Hesperoboreus

W Polsce występują dwa gatunki z rodzaju Boreus, który jest typem nomenklatorycznym rodziny.